# الإسلام في الأمريكتين
الإسلام دين أقلية في جميع البلدان والأقاليم في الأمريكتين، وحوالي 1٪ من سكان أمريكا الشمالية مسلمون، و 0.1٪ من سكان أمريكا اللاتينية ومنطقة البحر الكاريبي مسلمون.
توجد في سورينام أعلى نسبة من المسلمين في المنطقة بنسبة 13.9٪ (75،053 فردًا)، وفقًا لتعداد عام 2012. ومع ذلك، يُعتقد عمومًا أن الولايات المتحدة، التي تختلف فيها التقديرات بسبب نقص سؤال التعداد السكاني، لديها أكبر عدد من المسلمين، حيث يعيش حوالي 3.45 مليون مسلم هناك، ما نسبته حوالي 1.1٪ من إجمالي سكان الولايات المتحدة.
جاء معظم المسلمين في منطقة البحر الكاريبي البريطانية السابقة من شبه القارة الهندية كخدم بعقود بعد إلغاء الرق. وصلت هذه الحركة أيضًا إلى سورينام، على الرغم من انتقال المسلمين الآخرين هناك من مستعمرة هولندية منفصلة، والتي هي الآن إندونيسيا. في الولايات المتحدة، أكبر مجموعة عرقية مسلمة هي من الأمريكيين الأفارقة، الذين تحولوا في القرن الماضي، بمن فيهم أولئك الذين تحولوا عن أفعال المجموعة التوفيقية والراديكالية والتعديلية المعروفة باسم أمة الإسلام. ومع ذلك، في أمريكا الجنوبية، يتألف السكان المسلمون بشكل أساسي من الطبقة العليا من المهاجرين من بلاد الشام، بما في ذلك من لبنان وسوريا.

## السكان حسب البلد
يختلف تعداد المسلمين عبر الأمريكتين، وفيما يلي النسبة المئوية لكل دولة أمريكية كانت مسلمة في عام 2010، وفقًا لتقدير مركز بيو للأبحاث:
- سورينام - 15.2٪
- غيانا - 6.4٪
- ترينيداد وتوباغو - 6٪
- كندا - 2.1٪
- سانت فنسنت وجزر غرينادين - 1.5٪
- جزر فيرجن البريطانية - 1.2٪
- الولايات المتحدة - 1.1٪
- برمودا - 1.1٪
- الأرجنتين - 1.0٪
- بربادوس - 1.0٪
- غيانا الفرنسية - 1٪
- بنما - 0.7٪
- أنتيغوا وبربودا - 0.6٪
- جزر كايمان - 0.4٪
- جوادلوب بنسبة 0.4٪
- أنغيلا - 0.3٪
- غرينادا - 0.3٪
- سانت كيتس ونيفيس - 0.3٪
- هايتي - 0.3٪
- أروبا - 0.2٪
- هولندا الكاريبية - 0.2٪
- كوراساو - 0.2٪
- مارتينيك - 0.2٪
- سينت مارتن - 0.2٪
- سانت بيير وميكلون بنسبة 0.2٪
- جزر البهاما - 0.1٪
- بليز - 0.1٪
- دومينيكا - 0.1٪
- هندوراس - 0.1٪
- سانت لوسيا - 0.1٪
- جزر فيرجن الأمريكية - 0.1٪
- بوليفيا - 0.1٪
- البرازيل - 0.1٪
- تشيلي - 0.1٪
- كولومبيا - 0.1٪
- كوستاريكا - 0.1٪
- كوبا - 0.1٪
- جمهورية الدومينيكان - 0.1٪
- الإكوادور - <0.1٪
- السلفادور - <0.1٪
- جزر فوكلاند (جزر مالفيناس) - <0.1٪
- غرينلاند - <0.1٪
- غواتيمالا - <0.1٪
- فنزويلا - 0.1٪
- جامايكا - 0.1٪
- المكسيك - 0.1٪
- مونتسيرات - <0.1٪
- باراغواي - <0.1٪
- بيرو - 0.1٪
- بورتوريكو - 0.1٪
- جزر تركس وكايكوس - <0.1٪
- أوروغواي - 0.1٪

في عام 1991، دخل أكثر من 100000 مهاجر إلى الولايات المتحدة بشكل قانوني، معظمهم من المسلمين، وكان معظمهم من باكستان والهند وإيران ولبنان ومصر وبنغلاديش.

## أنظر أيضا
- الإسلام في جنوب آسيا
- الإسلام في أوروبا
- الإسلام في أوقيانوسيا
- منظمة التعاون الإسلامي